# Ranolazine
Ranolazine is een geneesmiddel voor de behandeling van stabiele angina pectoris (pijn op de borst veroorzaakt door een verminderde bloedstroom naar het hart). Het wordt verkocht door CV Therapeutics onder de merknamen Ranexa in de Verenigde Staten en Latixa in de Europese Unie.
Ranolazine op zich heeft een geringe werkzaamheid voor het verbeteren van de symptomen van angina pectoris. Het wordt daarom voorgeschreven als toevoeging aan een bestaande behandeling (bv. met bètablokkers of calciumantagonisten) wanneer die niet volstaat om de ziekte onder controle te krijgen. Het is alleen op doktersvoorschrift verkrijgbaar. Het wordt toegediend onder de vorm van tabletten met verlengde afgifte, die de stof over een periode van enkele uren vrijgeven.

## Werking
De exacte werking van ranolazine is nog niet bekend. Vermoedelijk vermindert het indirect de stroom van calcium-ionen naar de hartspier: ranolazine vermindert de stroom natriumionen naar de cellen van de hartspier. Daardoor wordt de activiteit van de zogenaamde "natriumafhankelijke calciumkanalen" aan het oppervlak van die cellen verlaagd. De calciumionen komen langs die kanalen in de cellen, en zorgen ervoor dat de hartspier samentrekt. Door nu de calciumstroom naar de hartcellen te verminderen, draagt ranozaline vermoedelijk bij tot ontspanning van de hartspier en een verbeterde bloedstroom naar de hartcellen.

## Bijwerkingen en risico's
De meest voorkomende bijwerkingen zijn duizeligheid, hoofdpijn, constipatie, braken, misselijkheid en asthenie (zwakte).
Het middel mag niet worden gebruikt bij patiënten met een ernstige nierfunctiestoornis of matige tot ernstige leverproblemen; ook niet bij patiënten die andere geneesmiddelen innemen die op dezelfde manier worden afgebroken als ranozaline, of bepaalde andere geneesmiddelen die gebruikt worden om het hartritme te corrigeren.

## Toelating
- In de Verenigde Staten verleende de Food and Drug Administration op 31 januari 2006 de toelating om Ranexa op de markt te brengen[2].
- De Europese Commissie heeft op 9 juli 2008 Latixa toegelaten in de Europese Unie[3].